# 森一馬
森 一馬（もり かずま、1966年2月17日 - ）は、日本の俳優。東京都出身。演劇倶楽部『座』、ヘリンボーン所属。

## 来歴・人物
- 1983年7月23日ドラマ『川崎探偵団』で横浜銀蝿率いる銀蝿一家の一員としてユタカプロダクションよりデビュー[2][3]。
- 翌1984年5月25日ミニアルバム『初心』・7月5日シングル『夏を追いかけろ！』を発売。
- 現在は演劇倶楽部『座』及びヘリンボーンに所属し主に俳優として活躍中。
- 俳優業の傍ら2005年に再々結成された「新生BLACK SATAN」や2007年7月21日に結成された「抱きしめたい☆」のボーカルとして一時期音楽活動も再開していた。
- 身長176cm・体重65kg・血液型B型。
- 西武学園文理高等学校卒業。
- 趣味は映画鑑賞・読書、特技は乗馬・日本舞踊・殺陣・柔道。

## 出演

### 舞台
- 演劇倶楽部『座』　雨月物語 （1998年10月15日）　詠み芝居　赤穴役　海老名市文化会館小ホール
- 高野聖 （1999年9月28日－29日）　詠み芝居　親爺役　豊島区民センター文化ホール　池袋演劇祭 審査会特別賞受賞
  - （2000年9月1日－3日）　詠み芝居　親爺役　東京芸術劇場小ホール1
- 少年探偵団 （1999年12月7日－8日）　詠み芝居　中村捜査係長役　東京芸術劇場小ホール
  - （2004年5月7日－9日）　詠み芝居　中村善四郎役・歌　紀伊國屋ホール
- 杜子春 （2000年3月21日－22日）　詠み芝居　杜子春役　東京芸術劇場小ホール1
  - （2004年2月14日）　詠み芝居　杜子春役　学士会館
- 泣いた赤おに （2000年12月7日－10日）　詠み芝居　青おに役　東京芸術劇場小ホール1
- 遠い帆 （2002年10月5日－6日）　神奈川県民ホール
- 山椒大夫 （2002年10月31日－11月2日）　詠み芝居　三郎役　東京芸術劇場小ホール1
  - （2007年11月14日）　詠み芝居　豊田市能楽堂
- 六作品日替わり公演 （2003年2月4日－9日）　詠み芝居　多数出演　紀伊國屋ホール
- 子午線の祀り （2004年12月10日－28日）　世田谷パブリックシアター
  - （2005年1月16日－30日）　全国公演
- 座版 動物園物語 （2004年2・4・8月）　アトリエ公演　ジェリー役　遊空間がざびぃ
- おたふく （2006年2月17日－26日）　詠み芝居　栄二役　シアターVアカサカ
  - （2010年2月2日－7日）　詠み芝居　栄二役　東京芸術劇場小ホール2
- 演劇倶楽部『座』＆芸術集団『燦の会』 愛の儚－蜘蛛の糸・白・杜子春－ （2006年7月6日－7日）　杜子春役　東京芸術劇場小ホール
- 鳥の物語　「鷲の話」／「鵜の話」 （2007年6月30日－7月8日）　詠み芝居　ベニサン・ピット
- 野菊の墓 （2008年10月1日）　詠み芝居　西武学園文理中学校 主催　狭山市民会館 大ホール
- 雨やどり （2008年11月10日）　朗読LIVE　主人公 仙田役　BACK IN TOWN
- コール （2009年1月30日－3月1日）　狙撃犯役　東京グローブ座／サンケイホールブリーゼ
- 十三夜 （2009年10月30日）　朗読　出演と演技監修　なごみ座 主催　堀留町区民館（和室）
- 死者の書 （2009年11月7日）　朗読LIVE　南青山MANDALA
- 布衣の人 （侠骨記より）　（2009年11月14日）　朗読LIVE　南青山MANDALA
- おとうと／半七捕物帳 （2010年3月25日）　朗読　出演と演技監修　なごみ座 主催　日本橋公会堂
- 深川の二店（散歩のとき何か食べたくなってより）／思い違い（橋ものがたりより） （2010年7月24日）　朗読　出演と演技監修　なごみ座 主催　深川神明宮儀式殿
- 凧、凧、揚がれ （深川恋物語より） （2010年7月31日）　朗読散歩　東京都江東区深川
- 村のひと騒ぎ （2010年9月10日）　朗読LIVE　気弱な男役　南青山MANDALA
- 八丁浜太郎 （2010年9月15日）　朗読LIVE　八丁の浜太郎役　南青山MANDALA
- フジテレビアナウンサー×演劇倶楽部『座』 愛と情念の朗読ライブ 朗読LegendII『仮名手本忠臣蔵』 （2010年11月5日－6日）5日：鷺坂伴内 役　6日：早野勘平 役　　日本橋三井ホール
- 五重塔 （2011年1月13日－18日）　詠み芝居　恵比寿・エコー劇場
- 座・シェイクスピア （2011年2月12日－13日）
- 寒月六間堀 （2011年2月26日）　朗読　深川神明宮ホール
- フジテレビアナウンサー×演劇倶楽部『座』 心を繋ぐ朗読ライブ 朗読LegendIII『日本浪漫』　作品：空山流水 （2011年7月2日－3日）　日本橋三井ホール
- 歌行燈 （2011年10月18日－30日）　詠み芝居　喜多八役　恵比寿・エコー劇場/金沢/京都/徳島/広島
- 森の石松 （清水次郎長伝より） （2012年8月22日）　朗読LIVE　ハーモニカ講談　石松役　南青山MANDALA
- 奇想天外☆歌舞音曲劇(みゅーじかる) 「げんない」　杉田玄白役　（2013年4月13日－2014年3月16日）　坊っちゃん劇場 （愛媛県東温市）
  - 香川・高松特別公演（2013年9月10日－2013年9月21日）　アルファあなぶきホール小ホール （香川県高松市）
- MAHOROBA朗読ライブ 「かさじぞう」「杜子春」ほか　構成・演出　森一馬　（2014年12月27日）　スタジオOWL （愛媛県松山市）
- お江戸みやげ　市川紋吉役 （2014年7月）　シアターサンモール
- おたふく （2016年3月）　シアターサンモール
- てなもんやシェイクスピア 演劇倶楽部『座』朗読Live （2016年11月16日）　構成・演出　森一馬　Tokyo Concert Lab.
- 殺陣師段平　沢田正二郎役（2017年2月8日-2月12日）　シアターサンモール
- お江戸みやげ　市川紋吉役　（2017年8月12日-8月27日）　シアターサンモール

### テレビドラマ
- ザ・サスペンス　川崎探偵団 （1983年7月23日、TBS系）- 一郎 役
- 天使のアッパーカット （1986年6月、大映テレビ・TBS系）- 遠山秀人 役
- おんな風林火山 （1986年10月－1987年3月、大映テレビ・TBS系） - 上杉景勝 役
- セーラー服反逆同盟 第1話「悪の巣!黒鳥学園!」第2話「熱き!4人の誓い」(1986年) - 高沢 役
- このこ誰の子? （1986年10月－1987年3月、大映テレビ・フジテレビ系）- 武幸 役
- プロゴルファー祈子 （1987年10月－1988年4月、大映テレビ・フジテレビ系）
- 続・三匹が斬る （1988年12月－1989年5月、テレビ朝日系）- 定吉 役
- 暴れん坊将軍III 第31話「泣くな男だ!がまん坂」（1988年）- 竜吉の弟・政吉
- はいすくーる落書 （1989年、TBS）
- さすらい刑事旅情編III 第4話「さいはてオホーツク・過去から逃げる女」（1990年、テレビ朝日系）- 清水宏 役
- 立入禁止！STAFF ONLY （1997年10月、フジテレビ系）
- 黒革の手帖スペシャル〜白い闇 （2005年7月2日、テレビ朝日系）
- サラリーマン金太郎 （2008年、テレビ朝日）- 藤村瑛水 役
- LOVE GAME （2009年、日本テレビ）- 黒宮（声） 役
- 大河ドラマ 龍馬伝 （2010年、NHK）- 馬淵市之助 役
- 塚原卜伝 （2011年、NHK BSプレミアム）- 鳥越主馬助 役

### 映画
- ビー・バップ・ハイスクール　郷ミノル役 （1985年　東映）
- 湘南爆走族　神林拳士役 （1987年　東映）
- シャコタン☆ブギ　野村ジュン役 （1987年　東映）
- 3-4X10月　牛山役 （1990年 松竹）
- 新・童貞物語2 Close to you　あなたのそばに　白井役 （1991年　バンダイ）
- 奈落の犬　探偵アズマ役 （2003年） 主演
- 破天荒力　A Miracle of Hakone （2008年2月）
- HONEY SCOOPER《EPISODE:03》DRAGON QUEEN -龍帝外伝-　鴉間翔役 （2018年　市原剛監督）

### アニメ
- 『ノラゲキ!』（OVA） 中年男役 （2011年）
- 映画『ベルセルク　黄金時代篇II　ドルドレイ攻略』 （2012年6月） モーションキャプチャ 協力
- 映画『SHORT PEACE 「GAMBO」』最上軍隊長役（2013年7月20日）

### ナレーション（CM）
- NTTデータ　（ラジオCM）
- サントリー　ボス　（ラジオCM）　マグナムドライ　（TVCM）
- ホンダ　インスパイア
- 日産自動車　ハイウェイスターシリーズ統一フェア『Hand篇』 （2007年1月12日－）
- ロッテ　ブラックブラック ガム
- JR東海　うまし うるわし 奈良 『飛鳥篇』 （2009年 春）
- コーワ　バンテリンコーワミニパット
- PS3　RESISTANCE2
- HITACHI　Wooo
- 三菱自動車　アウトランダー　（ラジオCM）
- 映画　『グラン・トリノ』 （2009年）
- 明治製菓　MINTZ（ミンツ） （2010年）
- 講談社　『週刊世界遺産』 （2010年）
- 住友林業　 BF構法　『森の贈り物篇』　（謹賀新年・新春） （2012年）
- キーエンス （2012年）
- JR東海　うまし うるわし 奈良 『金峯山寺篇』 （2012年）
- サントリーウエルネス　『エファージュ』 （2012年）
- GREE　『AKB48 ステージファイター （第3弾）』 （2012年10月5日－）　　その他多数　（順不同）

### ナレーション（その他）
- 藤商事　パチンコ　『CR桃太郎侍 天に代わって鬼退治致す！』 （2009年8月－2012年6月）
- Tokyo Copywriters' Street　「北風と太陽と男の中の男」（2009年10月）「寒気（さむけ）」（2011年11月）
- P.S.Letter〜大切なあなたへ〜 （2013年：7月5日・7月19日・10月4日 放送分　あいテレビ）

### その他
- コミック 『仏恥義理（ぶっちぎり）伝説　横浜銀蝿』 （竹書房　2012年11月27日発売） 協力

## ディスコグラフィ

### シングル
| 発売日         | 面             | タイトル               | 作詞           | 作曲           | 編曲           | 規格           | 規格品番       |
| キングレコード | キングレコード | キングレコード         | キングレコード | キングレコード | キングレコード | キングレコード | キングレコード |
| -------------- | -------------- | ---------------------- | -------------- | -------------- | -------------- | -------------- | -------------- |
| 1984年 非売品  | A              | ミッドナイト・トレイン | 森一馬         | 森一馬         | 大谷和夫       | EP             | 17DH-59051     |
| 1984年 非売品  | B              | ナンパ通り3丁目        | 森一馬         | 森一馬         | 大谷和夫       | EP             | 17DH-59051     |
| 1984年7月5日   | A              | 夏を追いかけろ！       | 東海林良       | 馬場孝幸       | 大谷和夫       | EP             | K07S-577       |
| 1984年7月5日   | B              | 俺は男、お前は女       | 東海林良       | 馬場孝幸       | 大谷和夫       | EP             | K07S-577       |

### アルバム

#### オリジナル・アルバム
| 発売日         | アルバム | 規格 | 規格品番 |
| -------------- | --- | ---- | -------- |
| 1984年5月25日  | 初心 A面 1. ミッドナイト・トレイン 2. ナンパ通り3丁目 3. 落ち込んでます オレ 4. 愛の記念日 | LP   | K15A-512 |
| 1984年11月25日 | 涙のパーティナイト A面 1. 涙のパーティナイト 2. 風来坊 3. 踊りたいのに 4. 俺は男、お前は女 5. さよならはロックンロール 6. 蒼いハイウェイ B面 1. 夏を追いかけろ！ 2. バスタード バージン 3. テレフォン イン ザ ナイト 4. 男の純情 5. 野良猫ロック 6. 第3京浜晴れのちくもり | LP   | K28A-530 |

#### 参加作品
- 5IZM 〜Be Here Now〜 (2006.04.05) - BLACK SATAN (Vocal)